# Gnathonargus
Gnathonargus Bishop & Crosby, 1935 è un genere di ragni appartenente alla famiglia Linyphiidae.

## Distribuzione
L'unica specie oggi attribuita a questo genere è stata reperita negli USA.

## Tassonomia
A dicembre 2011, si compone di una specie:
- Gnathonargus unicorn (Banks, 1892)[3] — USA